# ۱۰ شوال
۱۰ شوال، دهمین روز از ماه شوال در تقویم هجری قمری است.
در تقویم هجری قمری قراردادی این روز دویست و هفتاد و ششمین روز سال است.

## درگذشتگان
- ۱۴۰۹ - حسن خالد، فقیه و قاضی لبنانی.